# 관한경
관한경(關漢卿, 1241년 ~ 1320년)은 중국 원대(元代) 초기의 극작가이다. 호는 이재(已齋) 또는 일재(一齋).
기주(祁州) 임인촌(任仁村=허베이성 안구현)에 태어나, 금말 원초 해원(解元)이라 불리는 경시(卿詩)의 수석합격자였으며, [태의윤(太醫尹, 醫學長官)이기도 했다. 대도에서 생활했으며, 장년에 관료생활을 떠난 다음은 아마도 유리기원(遊里妓院)에 몸을 던져 오로지 속곡(俗曲)·희곡의 제작에 몰두한 것 같다. 죽은 해는 미상이다.
극작은 명작 <두아원(竇娥寃)>을 비롯 63종이라고 하나 현존하는 작품은 13종으로, <두아원(竇娥寃)> <구풍진(救風塵)> <배월정(拜月亭)> <옥경대(玉鏡臺)> <단력회(單力會)> 등이 저명하다. <서상기>는 왕실보와의 합작이라는 설도 있다. 어떻든 그 수법은 자연주의적이며 아름답고 알기 쉽다. 알기 쉽다는 점에서는 앞서 말했듯이 원나라 사람의 낮은 교양 때문에 온 결과로서, 오랜 전통에 구애되지 않고 사물을 자연스럽게 보며 자연스럽게 표현하려고 한 점에서 유래된다. 따라서 문장도 되도록 구어체를 썼으므로 희곡도 대중에게 환영받을 수 있었던 것이다. 대도를 중심으로 활약한 초기의 잡극작가 그룹의 지도적인 실력자였다.
당시 원조 정권 아래서 관도(官途)을 잃은 중국인 지식층 사이에는 현실 불만의 기운이 충만되어 있었고, 그와 같은 사태를 배경으로 하여 시정(市井)에 묻혀 민간연극 운동에 몰두한 관한경의 원대 사회에 대한 비판적 안목은 극히 예리하다. 그의 작품은, 예컨대 원죄(寃罪)를 짊어진 채 형사(刑死)하는 과부의 비참을 노래한 <두아원(竇娥寃)>, 악역무도한 불량배 노재랑(魯齋郞)에게 가정의 행복을 짓밟히고 분사(憤死)하는 소시민의 원한을 생생하게 묘사한 <노재랑>, 기녀의 박명에 무한한 동정을 담은 <구풍진(救風塵)>, <사천향(謝天香)> 등 대부분 원대 사회의 하층 빈곤층, 특히 최대의 희생자였던 여성의 숙명적 고뇌에 시점을 두고, 당시의 세태(世態=佃戶制 확립을 위해 지주세력이 폭력으로 억압하던 시기)의 암흑의 비참한 측면을 결척(抉剔)하려는 기백에 넘치고 있다. 문체는 실연(實演) 위주(본색파라고 칭함)로서, 백화(白話) 속어를 구사하여, 호방(豪放)·비장한 풍격을 담았고, 오랫동안 후속 작가들의 모범으로서 추앙받았다.

## 같이 보기
- 잡극
- 유교
- 두아원